# Forsvarets Koncernfælles Informatiktjeneste
Forsvarets Koncernfælles Informatiktjeneste, forkortet FKIT er det tidligere navn for en værnsfælles niveau III myndighed underlagt Forsvarsministeriets Materiel- og Indkøbsstyrelse. Organisationen hedder nu Kapacitetsansvarlig Koncern IT, forkortet KAKI.
Tjenesten har til opgave at servicere og vedligeholde Forsvarets IT-udstyr.

## Opgaver
FKIT servicerer cirka 21.000 computere og cirka 17.000 brugere. Dette inkluderer IT-infrastrukturen, hardware og software vedligeholdelse og reparation hos alle danske militære installationer, både nationalt og internationalt. Derudover kommer vedligeholdelsen af det SAP-baserede DeMars (Dansk Forsvars Management- og Ressourcestyringssystem), som er et  ERP-system.

## Organisation
FKIT er opdelt i otte afdelinger:
- Stabsafdelingen (STA)
- Planer, Policy og Projekter (PPP)
- Infrastruktur og Applikationer (INF)
- Kommunikation og klassificerede systemer (KOM)
- Ressource- og udliciteringsstyring (RES)

- Serviceafdelingen (SER)
- DeMars udvikling (DU)
- DeMars vedligehold (DV)